# Bathygobius
Bathygobius is een geslacht van straalvinnige vissen uit de familie van grondels (Gobiidae). Het geslacht is voor het eerst wetenschappelijk beschreven in 1878 door Bleeker.

## Soorten
- Bathygobius aeolosoma (Ogilby, 1889)
- Bathygobius albopunctatus (Valenciennes, 1837)
- Bathygobius andrei (Sauvage, 1880)
- Bathygobius antilliensis Tornabene, Baldwin & Pezold, 2010
- Bathygobius arundelii (Garman, 1899)
- Bathygobius burtoni (O'Shaughnessy, 1875)
- Bathygobius casamancus (Rochebrune, 1880)
- Bathygobius coalitus (Bennett, 1832)
- Bathygobius cocosensis (Bleeker, 1854)
- Bathygobius cotticeps (Steindachner, 1879)
- Bathygobius curacao (Metzelaar, 1919)
- Bathygobius cyclopterus (Valenciennes, 1837)
- Bathygobius fishelsoni Goren, 1978
- Bathygobius fuscus (Rüppell, 1830)
- Bathygobius geminatus Tornabene, Baldwin & Pezold, 2010
- Bathygobius hongkongensis Lam, 1986
- Bathygobius karachiensis Hoda & Goren, 1990
- Bathygobius laddi (Fowler, 1931)
- Bathygobius lineatus (Jenyns, 1841)
- Bathygobius meggitti (Hora & Mukerji, 1936)
- Bathygobius mystacium Ginsburg, 1947
- Bathygobius niger (Smith, 1960)
- Bathygobius ostreicola (Chaudhuri, 1916)
- Bathygobius panayensis (Jordan & Seale, 1907)
- Bathygobius petrophilus (Bleeker, 1853)
- Bathygobius ramosus Ginsburg, 1947
- Bathygobius smithi Fricke, 1999
- Bathygobius soporator (Valenciennes, 1837)